# Armando Barrientos
Armando Barrientos Miranda (Rilán, Castro, 6 de junio de 1921) fue un contador y político chileno. Militante del Partido Socialista, fue diputado por Valparaíso, Isla de Pascua y Quillota en 1973 y alcalde de Viña del Mar entre 1970 y 1972. 

## Biografía
Nació en Rilán, en el archipiélago de Chiloé, el 6 de junio de 1921, hijo de Gaspar Barrientos Vidal y Rosalía Miranda Velásquez.
Realizó sus estudios primarios y secundarios en Puerto Montt, en la Escuela Parroquial (1927-1932) y en el Liceo de Hombres de esa ciudad (1933-1938), y los terminó en el Instituto Comercial de Viña del Mar (1939-1940), donde se tituló de contador.
Se casó en Viña del Mar el 31 de diciembre de 1945 con Isabel Cárdenas Herrera y tuvieron un hijo.

## Carrera política
Inició sus actividades políticas en 1937 al ingresar al Partido Socialista de Chile, donde llegó a desempeñarse como dirigente de la juventud hasta 1942 y como dirigente local de Viña del Mar y provincial de Valparaíso hasta 1970.
Entre 1941 ingresó como funcionario al Municipio de Viña del Mar, siendo dirigente local y nacional de la Asociación de Empleados Municipales. Entre el 12 de diciembre de 1970 y noviembre de 1972 fue alcalde de Viña del Mar.
Fue elegido diputado por la Sexta Agrupación Departamental, correspondiente a Valparaíso, Isla de Pascua, y Quillota, por el período 1973-1977. Integró la Comisión Permanente de Defensa Nacional; la de Educación Física y Deportes; y la de Relaciones Exteriores. El golpe de Estado del 11 de septiembre de 1973 puso término anticipado al período, ya que la dictadura militar disolvió el Congreso Nacional y declaró cesadas las funciones parlamentarias a contar del 21 de septiembre.